# توكوغاوا إيميتسو
توكوغاوا إيميتسو (باليابانية: 徳川 家光) عاش في الفترة بين (12 أغسطس 1604- 8 يونيو 1651) هو ثالث شوغون في شوغونية توكوغاوا والذي حكم في الفترة بين 1623 حتى 1651. إيميتسو هو أكبر أبناء توكوغاوا هيديتادا وحفيد توكوغاوا إياسو مؤسس شوغونية توكوغاوا.